# Meinerteuma edoughense
Meinerteuma edoughense är en mångfotingart som beskrevs av Jean-Paul Mauriès 1982. Meinerteuma edoughense ingår i släktet Meinerteuma och familjen Chamaesomatidae. Inga underarter finns listade i Catalogue of Life.